# Valdastico
Valdastico é uma comuna italiana da região do Vêneto, província de Vicenza, com cerca de 1.480 habitantes. Estende-se por uma área de 23 km², tendo uma densidade populacional de 64 hab/km². Faz fronteira com Arsiero, Cogollo del Cengio, Lastebasse, Luserna (TN), Pedemonte, Roana, Rotzo, Tonezza del Cimone.

## Demografia
| Variação demográfica do município entre 1861 e 2011                               |
|                                                                                   |
| Fonte: Istituto Nazionale di Statistica (ISTAT) - Elaboração gráfica da Wikipedia |

## Cidade-irmã
- Encantado, Brasil